# Evoluta
Se llama evoluta de una curva "C" dada, al lugar geométrico de los centros de curvatura de "C".

Una elipse (en azul) y su evoluta (verde). El círculo que se mueve es el círculo osculador a la elipse, cuyo centro es el centro de curvatura. También se puede observar que la recta tangente a la evoluta es normal a la elipse, es decir, la evoluta es la envolvente de las normales a la elipse. La evoluta de una elipse se llama astroide.

## Ecuaciones
Sea la curva formada por el conjunto de puntos (x,y) donde x e y son funciones dependientes de una variable, normalmente llamada t para hacer referencia al tiempo. Entonces se puede escribir las coordenadas de la evoluta de la forma
{\displaystyle (X,Y)=\left({x-y'{\frac {x'^{2}+y'^{2}}{x'y''-x''y'}},\;y+x'{\frac {x'^{2}+y'^{2}}{x'y''-x''y'}}}\right).}
donde a cada (x,y) - o lo que es lo mismo, a un valor de t que determina un punto de la curva - le corresponde un centro de curvatura (X,Y) en función de ese t. La relación entre ese punto y su centro de curvatura permite conocer el radio de curvatura (y por tanto su inversa, la curvatura):

{\displaystyle R=1/k={\frac {(x'^{2}+y'^{2})^{3/2}}{x'y''-x''y'}},}
Si y=f(x), es decir, una variable depende de la otra, se puede simplificar observando los resultados de tomar x=t e y=f(t). Los centros de curvatura serán entonces:

{\displaystyle \left.{\begin{matrix}x_{C}=&x-\displaystyle {\frac {y'(1+y'^{2})}{y''}}\\y_{C}=&y+\displaystyle {\frac {1+y'^{2}}{y''}}\end{matrix}}\right\}}
y el radio
{\displaystyle R=1/k={\frac {(1+y'^{2})^{3/2}}{y''}}}
Eliminando x e y entre ellas se tiene la ecuación de la evoluta:
{\displaystyle F(x_{C},y_{C})=0}

## Ejemplos de evolutas

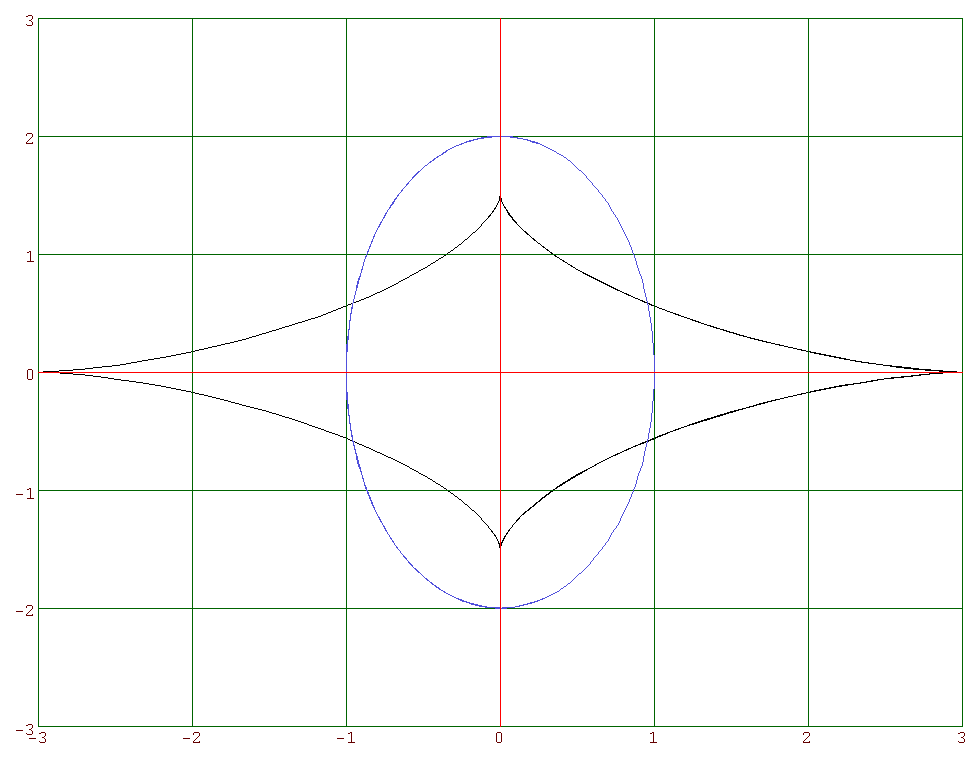
Evoluta de la elipse con a=1 y b=2.

### Evoluta de la elipse (astroide)
Dada la elipse:
{\displaystyle \left.{\begin{matrix}x=&a\ \cos \ t\\y=&b\ \mathrm {sen} \ t\end{matrix}}\right\}}
Su evoluta viene dada por:
{\displaystyle \left.{\begin{matrix}x=&\displaystyle {\frac {a^{2}-b^{2}}{a}}\cos ^{3}t\\y=&\displaystyle {\frac {b^{2}-a^{2}}{b}}\mathrm {sen} ^{3}t\end{matrix}}\right\}} que, eliminando el parámetro, queda: {\displaystyle (ax)^{\frac {2}{3}}+(by)^{\frac {2}{3}}=(a^{2}-b^{2})^{\frac {2}{3}}}

### Galería de imágenes

La evoluta de una circunferencia es un punto.
La evoluta de una elipse es una astroide alargada.
La evoluta de una espiral logarítmica es otra espiral logarítmica con el mismo centro y ángulo.
La evoluta de una parábola es una parábola semicúbica.
La evoluta de {\displaystyle f(x)=x^{3}\,}
La evoluta de {\displaystyle f(x)=x^{4}\,}